# La Septième Porte (film, 1947)
Pour les articles homonymes, voir La Septième Porte.
Pour plus de détails, voir Fiche technique et Distribution.
La Septième Porte est un film fantastique et dramatique français réalisé par André Zwobada, sorti en 1947.

## Synopsis
Inspiré d'une fable arabe sur le thème universel de la curiosité, le film révèle l'histoire d'un jeune homme nécessiteux qui s’appelle Ali. Ce dernier reçoit le palais ainsi que toute la fortune du Pacha, à une seule condition : il ne doit jamais traverser la Septième Porte du palais. Curieux, il contrevient et il ouvre la porte prohibée. Ainsi, il entame un voyage mystérieux dans lequel il dépense toute sa jeunesse. Vieux, il retrouve enfin son chemin au palais. Ali cherche, à son tour, un jeune dans le but de lui livrer son palais... mais surtout la clé de la Septième Porte.

## Fiche technique
- Titre : La Septième Porte
- Réalisation : André Zwobada
- Scénario : Jean Aurenche d'après une légende arabe
- Dialogues : Pierre Bost
- Photographie : Marcel Grignon
- Musique : Georges Auric
- Chansons :  Hédi Jouini
- Décors : Raymond Gabutti
- Sociétés de production : Ciné Reportages (coproduction) et Hervé Missir (coproduction)
- Pays d'origine : France
- Tournage : Maroc, du 7 mai au 3 août 1946
- Langue : français
- Genre : Film dramatique, Film fantastique, Film musical
- Durée : 88 minutes
- Date de sortie :
  - Avant-première : Festival de Bruxelles en 1947
  - France, 27 septembre 1947

## Distribution
- Georges Marchal : Ali
- María Casares : Leila
- Liane Daydé : Leila enfant
- Aimé Clariond : le fonctionnaire de police
- Catherine Arley : Aicha
- Jean Servais : le chauffeur
- Jean Périer : le vieillard arabe
- Albert Glado : Ahmed
- André Bervil : lui-même
- Ninette Al-Abitbol : la chanteuse
- Jean Nosserot
- Georges Chamarat
- Gabsi Kaltoum
- Abdelouahed Chaoui
- Touria Chaoui : à l’âge de 13 ans, joue le rôle de Maria Casares enfant[2].